# FIFA Balón de Oro 2012
La gala FIFA Balón de Oro 2012 fue la tercera edición de esta entrega de premios organizados anualmente por la FIFA, que toma su nombre del galardón que premia al «mejor futbolista del mundo». Las distinciones se dividen en 8 categorías: mejor jugador, mejor jugadora, mejor entrenador de categorías masculina y femenina, XI Mundial FIFA/FIFPro, Premio Puskás, Premio Presidencial y Premio Fair Play.
Los premios tuvieron lugar como cada año en Zúrich (Suiza), el 7 de enero de 2013.

## Categoría masculina

### Mejor jugador
| Posición | Futbolistas       | Selección nacional   | Club              | Total de votos | Voto de técnicos | Voto de capitanes | Voto de prensa |
| -------- | ----------------- | -------------------- | ----------------- | -------------- | ---------------- | ----------------- | -------------- |
| 1        | Lionel Messi      | Selección argentina  | F. C. Barcelona   | 41,60%         | 14,79%           | 13,25%            | 13,56%         |
| 2        | Cristiano Ronaldo | Selección portuguesa | Real Madrid C. F. | 23,68%         | 7,69%            | 7,23%             | 8,76%          |
| 3        | Andrés Iniesta    | Selección española   | F. C. Barcelona   | 10,91%         | 2,66%            | 3,33%             | 4,92%          |

Preseleccionados
Los siguientes 23 jugadores fueron los nominados para ganar el FIFA Ballon d’Or 2012:
| 1  | Lionel Messi       | Argentina       | F. C. Barcelona           | 41,60% |
| 2  | Cristiano Ronaldo  | Portugal        | Real Madrid C. F.         | 23,68% |
| 3  | Andrés Iniesta     | España          | F. C. Barcelona           | 10,91% |
| 4  | Xavi Hernández     | España          | F. C. Barcelona           | 4,08%  |
| 5  | Radamel Falcao     | Colombia        | Atlético de Madrid        | 3,67%  |
| 6  | Iker Casillas      | España          | Real Madrid C. F.         | 3,18%  |
| 7  | Andrea Pirlo       | Italia          | Juventus F. C.            | 2,66%  |
| 8  | Didier Drogba      | Costa de Marfil | Shanghái Shenhua          | 2,60%  |
| 9  | Robin van Persie   | Países Bajos    | Manchester United F. C.   | 1,45%  |
| 10 | Zlatan Ibrahimović | Suecia          | Paris Saint-Germain F. C. | 1,24%  |
| 11 | Xabi Alonso        | España          | Real Madrid C. F.         | 1,09%  |
| 12 | Yaya Touré         | Costa de Marfil | Manchester City F. C.     | 0,76%  |
| 13 | Neymar             | Brasil          | Santos F. C.              | 0,61%  |
| 14 | Mesut Özil         | Alemania        | Real Madrid C. F.         | 0,41%  |
| 15 | Wayne Rooney       | Inglaterra      | Manchester United F. C.   | 0,39%  |
| 16 | Gianluigi Buffon   | Italia          | Juventus F. C.            | 0,35%  |
| 17 | Sergio Agüero      | Argentina       | Manchester City F. C.     | 0,30%  |
| 18 | Sergio Ramos       | España          | Real Madrid C. F.         | 0,22%  |
| 19 | Manuel Neuer       | Alemania        | F. C. Bayern              | 0,21%  |
| 20 | Sergio Busquets    | España          | F. C. Barcelona           | 0,20%  |
| 21 | Gerard Piqué       | España          | F. C. Barcelona           | 0,11%  |
| 22 | Karim Benzema      | Francia         | Real Madrid C. F.         | 0,11%  |
| 23 | Mario Balotelli    | Italia          | Manchester City F. C.     | 0,09%  |

### Mejor entrenador
| Posición | Técnico            | Club o Selección nacional | Total de votos | Voto de técnicos | Voto de capitanes | Voto de prensa |
| -------- | ------------------ | ------------------------- | -------------- | ---------------- | ----------------- | -------------- |
| 1        | Vicente del Bosque | Selección española        | 34,51%         | 11,96%           | 8,41%             | 14,14%         |
| 2        | José Mourinho      | Real Madrid C. F.         | 20,49%         | 5,90%            | 8,76%             | 5,83%          |
| 3        | Josep Guardiola    | F. C. Barcelona           | 12,91%         | 5,08%            | 5,77%             | 2,06%          |

## Categoría femenina

### Mejor jugadora
| Posición | Futbolista   | Selección nacional       | Club                   | Total de votos | Voto de técnicos | Voto de capitanes | Voto de prensa |
| -------- | ------------ | ------------------------ | ---------------------- | -------------- | ---------------- | ----------------- | -------------- |
| 1        | Abby Wambach | Selección estadounidense | magicJack (WPS)        | 20,67%         | 6,93%            | 5,68%             | 8,06%          |
| 2        | Marta        | Selección brasileña      | Western New York Flash | 13,50%         | 4,38%            | 4,95%             | 4,17%          |
| 3        | Alex Morgan  | Selección estadounidense | Seattle Sounders Women | 10,87%         | 3,25%            | 3,73%             | 3,89%          |

### Mejor entrenadora
| Posición | Técnico      | Club o Selección nacional | Total de votos | Voto de técnicos | Voto de capitanes | Voto de prensa |
| -------- | ------------ | ------------------------- | -------------- | ---------------- | ----------------- | -------------- |
| 1        | Pia Sundhage | Selección estadounidense  | 28,59%         | 8,14%            | 8,14%             | 12,31%         |
| 2        | Norio Sasaki | Selección japonesa        | 23,83%         | 9,76%            | 8,14%             | 5,93%          |
| 3        | Bruno Bini   | Selección francesa        | 9,02%          | 3,48%            | 2,67%             | 2,87%          |

## FIFA/FIFPro World XI

### Once Mundial de la FIFA
| Posición | Jugador           | Nacionalidad | Club            |
| -------- | ----------------- | ------------ | --------------- |
| POR      | Iker Casillas     | España       | Real Madrid     |
| DEF      | Daniel Alves      | Brasil       | FC Barcelona    |
| DEF      | Sergio Ramos      | España       | Real Madrid     |
| DEF      | Gerard Piqué      | España       | FC Barcelona    |
| DEF      | Marcelo           | Brasil       | Real Madrid     |
| MED      | Xabi Alonso       | España       | Real Madrid     |
| MED      | Andrés Iniesta    | España       | FC Barcelona    |
| MED      | Xavi Hernández    | España       | FC Barcelona    |
| DEL      | Cristiano Ronaldo | Portugal     | Real Madrid     |
| DEL      | Lionel Messi      | Argentina    | FC Barcelona    |
| DEL      | Radamel Falcao    | Colombia     | Atlético Madrid |

## Premio Puskás

### Mejor gol del año
| Posición | Futbolistas    | Club               | Puntaje |
| -------- | -------------- | ------------------ | ------- |
| 1        | Miroslav Stoch | Fenerbahçe SK      | 78%     |
| 2        | Radamel Falcao | Atlético de Madrid | 15%     |
| 3        | Neymar         | Santos FC          | 7%      |

## Premio Presidencial

### Premio honorífico
| Persona o institución |
| --------------------- |
| Franz Beckenbauer     |

## Premio Fair Play

### Conducta deportiva
| Federación                         |
| ---------------------------------- |
| Federación de Fútbol de Uzbekistán |